# Ansia
L'ansia è uno stato psichico di un individuo, prevalentemente cosciente, caratterizzato da una sensazione di preoccupazione o paura, che prepara l'individuo ad una probabile minaccia di fronte a stimoli dell'ambiente, svolgendo un ruolo fondamentale per la sua sopravvivenza.
Essa è influenzata da dinamiche psicologiche, biologiche e socioambientali e se è cronica, intensa e disfunzionale per l'individuo, tanto da ostacolare la vita quotidiana, allora si può trattare di disturbi d’ansia.

## Caratteristiche
L'ansia è una risposta psico-fisica, dunque una complessa combinazione di emozioni, che includono apprensione, preoccupazione e a volte paura ed è spesso accompagnata da sensazioni fisiche come palpitazioni, dolori al petto dovuti all'iperventilazione e/o respiro corto, tremore interno, nausea, mal di pancia e dolori intestinali. I segni somatici sono dunque un'iperattivazione del sistema nervoso autonomo e più nello specifico della risposta del sistema autonomo simpatico di tipo "combatti o fuggi"
L'ansia si distingue dalla paura per il fatto di essere aspecifica, ambigua e derivata da  conflitti interiori non risolti o preparatoria a  pericoli potenziali, mentre la paura è una risposta ad un pericolo immediato, più rapida e automatica. Tuttavia spesso possono sovrapporsi.
La distinzione col termine angoscia appartiene solo alle lingue di origine latina, infatti in tedesco un termine usato sia per ansia, che per angoscia o paura, è Angst.

## Componenti fondamentali
L'ansia è una risposta di sopravvivenza osservabile in varie specie e presenta componenti di cui una cognitiva, una somatica, una emotiva e una comportamentale.
- La componente cognitiva comporta aspettative e simulazioni nella mente di un pericolo diffuso e incerto.
- Dal punto di vista somatico (o fisiologico), il corpo prepara l'organismo ad affrontare la minaccia (una reazione d'emergenza): la pressione del sangue e la frequenza cardiaca aumentano, la sudorazione aumenta, il flusso sanguigno verso i più importanti gruppi muscolari aumenta e le funzioni del sistema immunitario e quello digestivo diminuiscono temporaneamemte. Esternamente i segni somatici dell'ansia possono includere pallore della pelle, sudore, tremore che indica rilascia di adrenalina e dilatazione pupillare per migliorare la visione periferica.
- Dal punto di vista emotivo, l'ansia crea una tensione psichica per proteggere il sé, i valori personali e/o i legami sociali. L'ansia è caratterizzata da sentimenti di apprensione e irrequietezza e può anche scatenare un senso di paura, panico, irritabilità o vuoto.
- Dal punto di vista comportamentale, si possono presentare sia comportamenti volontari sia involontari, diretti alla fuga o all'evitare la fonte dell'ansia. Queste risposte sono innate e adattive ma se sono troppo frequenti e diventano l'unica strategia messa in atto sono non-adattivi, e possono rientrare nei disturbi d'ansia.

Infatti l'ansia non sempre è patologica o non-adattiva: è una risposta emotiva comune simile a emozioni come la paura, la rabbia, la tristezza, il disgusto e la felicità ed è una funzione importante in relazione a protezione,  prevenzione e anticipazione di problemi e alla sopravvivenza.

## Meccanismo psicobiologico
Si pensa che i circuiti neurali che coinvolgono l'amigdala e l'ippocampo si occupino della risposta all'ansia.  L'amigdala è dietro il lobo mediale temporale. Questa è formata da tredici diversi nuclei e tre di questi costituiscono i nuclei che si occupano della risposta dell'ansia e della paura. Si tratta del nucleo basale, laterale e centrale. Un'area del cervello detta talamo, riceve informazioni sensoriali che vengono trasmessi prima al nucleo laterale dell'amigdala e in seguito al suo nucleo centrale.
Il circuito ansia-paura richiede che vengano attivati due canali diversi.
1. La via veloce: il primo riguarda il talamo sensoriale, che connette gli sistemi sensoriali esterocettivi (gli stimoli che arrivano dall'ambiente esterno) con le aree sensoriali primarie della corteccia cerebrale. Il talamo, infatti, dopo aver ricevuto l'input e trasformato in segnale elettrico, stimola il nucleo laterale dell'amigdala e quest'ultimo trasmetterà il segnale al nucleo centrale dell'amigdala.
2. la via lenta: il secondo canale riguarda invece la corteccia sensoriale, l'insula e la corteccia prefrontale. Queste mandano un input al nucleo amigdaloideo laterale e da qui il segnale viene spedito al tronco centrale e all'ipotalamo. La principale distinzione fra i due suddetti canali è che nel primo caso viene chiamata in causa la corteccia prefrontale che ha il ruolo di modulazione dell'ansia e quindi di inibirla se non prevede più pericoli. Nel secondo caso, invece, gli stimoli vengono inviati ai nuclei laterali da parte della corteccia sensoriale. L'amigdala riceve inoltre dal talamo informazion grezze, che quindi non sono elaborate e la risposta attiva una serie di pattern comportamentali che producono una reazione fisiologica all' input "pericolo".

Tuttavia, di fronte a stimoli ambientali gli individui agiscono diversamente, in base a molti fattori che si combinano. Questo può dipendere ad esempio da genetica, soglia di sensibilità, ambiente e cultura in cui si cresce, tratti di personalità, esperienze pregresse, contesti caotici, stato mentale e fisico, supporto sociale, traumi, etc.
Quando i soggetti vengono sottoposti a stimoli spiacevoli e potenzialmente dannosi come odori o gusti ripugnanti, le scansioni PET eseguite su di loro mostrano flussi sanguigni aumentati nell'amigdala. In questi studi, i partecipanti riportarono anche un'ansia moderata. Questo potrebbe indicare che l'ansia sia un meccanismo protettivo progettato per prevenire comportamenti potenzialmente dannosi per l'organismo come nutrirsi di cibo avariato o tossico.

## Condizioni
Se invece l'ansia ricorre cronicamente, dura approssimativamente 6 mesi e/o ha un forte impatto sulla vita di una persona può allora essere diagnosticato un disturbo d'ansia. I più comuni sono il disturbo d'ansia generalizzato (DAG), il disturbo di panico (DP), la fobia sociale, le fobie specifiche, il disturbo ossessivo-compulsivo (DOC) e il disturbo post traumatico da stress (DPTS), mutismo selettivo, agorafobia, disturbo d'ansia da separazione, disturbo d'ansia indotto da farmaci e il disturbo post-traumatico da stress complesso.
L'ansia è generalmente comune tra soggetti autistici, in particolare tra adolescenti e bambini (42-80%) e più in generale in quelle condizioni del neurosviluppo in cui il sistema nervoso può essere più sensibile agli stimoli ambientali o tenta di adattarsi in ambienti meno prevedebili. Sono un esempio oltre all'autismo, l'ADHD e l'alta sensibilità(PAS) o altre combinazioni di queste condizioni.

## Interpretazione psicoanalitica classica
Secondo l'interpretazione psicoanalitica classica di stampo pulsionalista, l'ansia viene definita un "sintomo-segnale", intorno al quale si struttura il conflitto nevrotico caratterizzato dalla presenza di pulsioni e affetti che vorrebbero essere soddisfatti, ma che sono contrastati dai meccanismi di difesa dell'Io. Le pulsioni sono vissute come proibite e quindi ritenute pericolose. L'ansia è il segnale di pericolo avvertito dall'Io, e i sintomi equivalgono sia al tentativo di rinnegamento del desiderio proibito sia a un suo mascherato progetto di realizzazione. Il soggetto spesso ignora il contenuto delle pulsioni rimosse, ed è quindi indotto a trasferire fuori dal suo Sé psichico, e quindi nel mondo esterno o nel corpo fisico, ciò che invece investe il suo mondo psichico.

## Storia
Verso la fine del XIX secolo, si verificò un cambiamento del termine "ansia" come malattia e non più una maledizione come si credeva nel XIX secolo. Il primo a presentare questa rielaborazione fu lo psichiatra Ewald Heckel nel 1893, due anni dopo venne proposta anche da Sigmund Freud. Inizialmente veniva chiamata Angstneurose, un termine più preciso rispetto al termine "nevrastenia" o nevrosi d'ansia.
Negli anni quaranta, in seguito ai traumi psicologici diffusi causati dalla seconda guerra mondiale, il governo britannico mise a disposizione degli psicologi per promuovere la sicurezza e il benessere della popolazione. In questo periodo storico vennero sviluppati i primi farmaci ansiolitici che riscossero un successo immediato e una rapida diffusione in ambito clinico.

## Tipologie
L'ansia in forma adattiva e non patologica può essere di diversi tipi in base ai contesti. Ad esempio l'ansia esistenziale, l'eco ansia, l'ansia da performance/competitività, l'ansia anticipatoria (prima di eventi ritenuti importanti) e l'ansia verso le lingue straniere.
Se non eccessiva l'ansia può migliorare la motivazione, la consapevolezza e spingere alla risoluzione dei problemi.